# Debed
El Debed (armeni: Դեբեդ), també anomenat Debeda (georgià: დებედა) o Tona en àzeri, és un riu del Caucas. Té una llargada de 176 km i una conca d'aproximadament 4050 km². El cabal mitjà anual d'aigua és de 33.6 m³/s, a la desembocadura és de 30 m³/s. El Debed és un dels cinc rius més llargs d'Armènia.
Fins al segle XX se'l va anaomenar també Borchala, que va donar el nom de la regió de Borchala.

## Recorregut

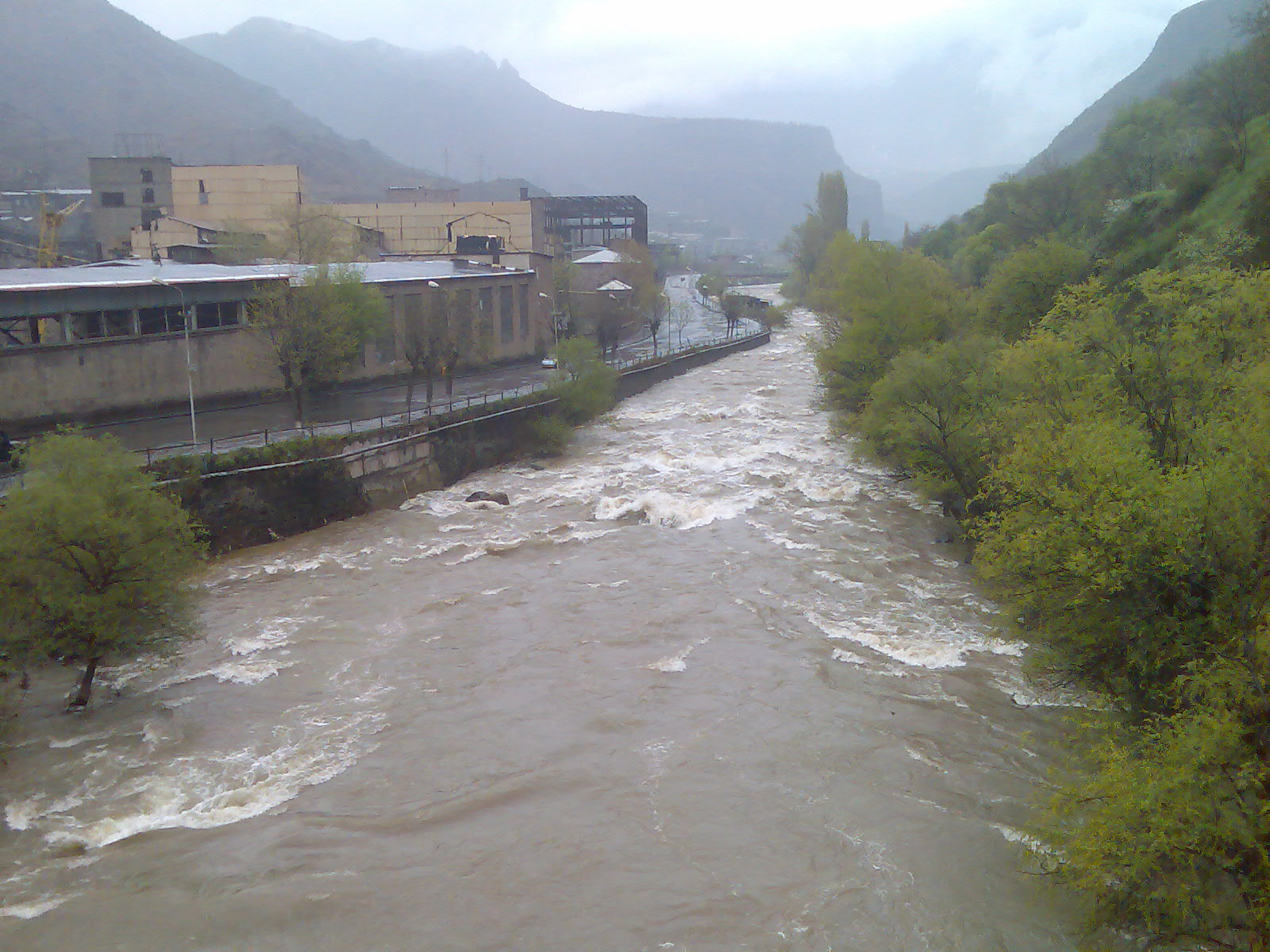
El Debed al seu pas per Alaverdi (Armènia).

Es forma al nord d'Armènia, a la província de Lorí, prop de la ciutat de Dsegh (lloc de naixement de l'escriptor Hovhannès Tumanian), per la confluència dels rius Pambak (des de la dreta) i Dzoraget (des de l'esquerra). Des d'allà discorre per una vall pintoresca primer cap al nord i, a partir de la població d'Alaverdi cap al nord-est. A l'oest s'estenen les muntanyes de Somcheti.
A la frontera amb Geòrgia, el Debed tomba cap a l'oest. Prop del gran poble de Sadakhlo, habitat principalment per azerbaidjanesos, forma una frontera natural entre Armènia i Geòrgia durant uns quants quilòmetres. A pertir d'aquí, flueix en un ampli arc cap al nord i més endavant cap a l'est. Després d'un total de 176 quilòmetres de recorregut desemboca al riu Chrami, que alhora desemboca al Kura just passada la frontera amb Azerbaidjan.

## Patrimoni

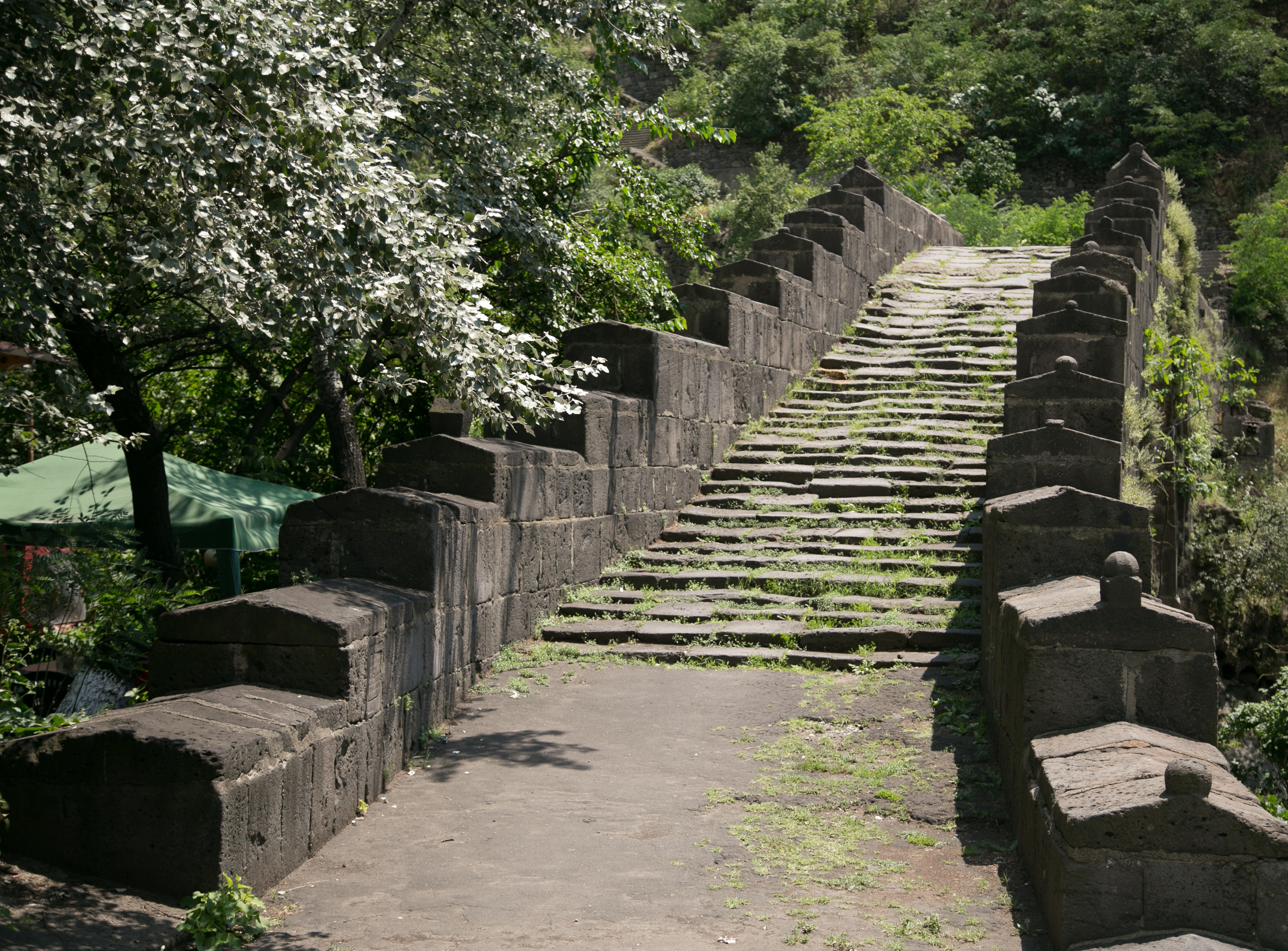
El pont Senahin.

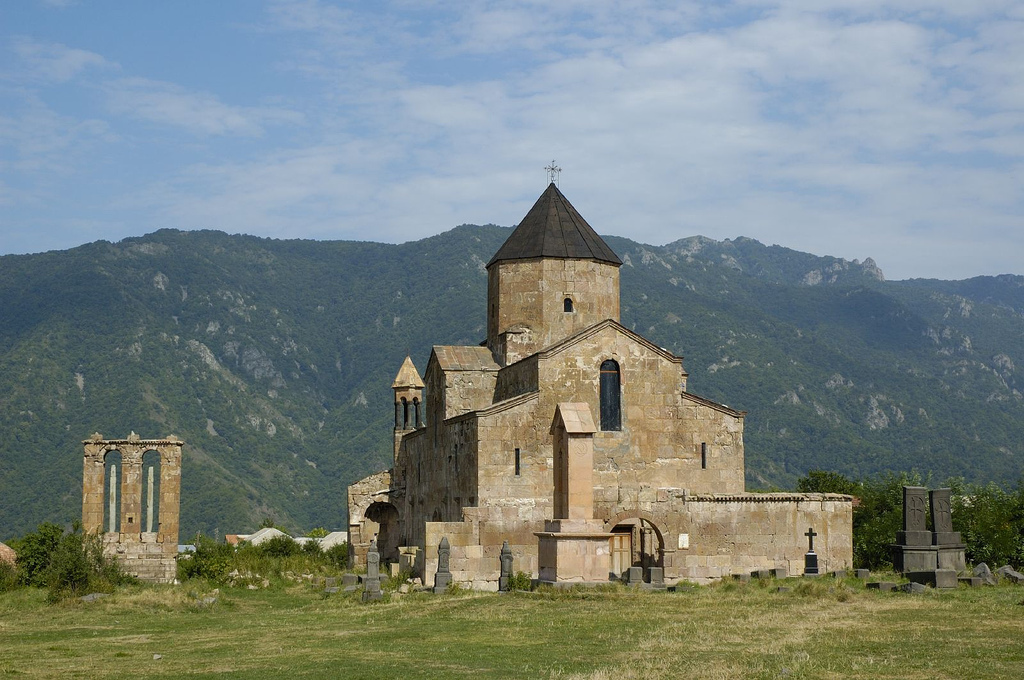
Catedral d'Odsun.

Als vessants escarpats de la vall del Debed hi ha diversos monestirs medievals de rellevança. La sèrie d'aquests edificis comença a 26 quilòmetres al nord de la capital provincial Vanadzor, amb el monestir de Kobair prop de l'antic assentament industrial de Tumanjan. La catedral d'Odsun i els monestirs de Sanahin, Monestir de Hakhpat i Akhtalà els anem trobant a continuació al llarg d'alguns quilòmetres.
A Alaverdi, hi ha el pont de Sanahin que, amb un arc de 18 metres d'ample, travessa el riu Debed des de 1195. Avui se'l considera el pont més antic que es conserva a Armènia.